# Cephalotes haemorrhoidalis
Cephalotes haemorrhoidalis é uma espécie de inseto do gênero Cephalotes, pertencente à família Formicidae.